# Banksia petiolaris
Banksia petiolaris là một loài thực vật có hoa trong họ Quắn hoa. Loài này được F.Muell. miêu tả khoa học đầu tiên năm 1864. Đây là là loài bản địa Tây Úc, nơi chúng được tìm thấy trong đất cát ở các vùng ven biển phía nam từ Munglinup đông đến vịnh Israelite. Loài này được nhà thực vật học bang Victoria Ferdinand von Mueller mô tả lần đầu vào năm 1864, và không có loài phụ nào được công nhận. B. petolaris là một trong số các loài có quan hệ họ hàng gần, tất cả đều phát triển như cây bụi phủ, với thân ngang và lá thẳng đứng dày, có lông. Những loài thuộc loài này có thể tồn tại đến 13 năm - tuổi thọ lâu nhất trong số các loài thực vật có hoa được ghi nhận. Nó mang những gai hoa hình trụ màu vàng, được gọi là chùm hoa, cao lên đến 16 cm (6+1⁄4 in) vào mùa Xuân. Khi gai già đi, chúng chuyển sang màu xám và phát triển lên đến 20 vỏ hạt gỗ.
Côn trùng như ong, ong bắp cày và kiến thụ phấn cho hoa. 